# 강철비 2: 정상회담
《강철비 2: 정상회담》은 2020년 8월 17일에 개봉한 대한민국의  영화이다.

## 줄거리
한국 대통령과 북한 최고지도자, 미국 대통령이 북한 원산에서 정상회담을 갖는다. 북-미 간 이견이 좀처럼 좁혀지지 않는 가운데 핵 포기 및 평화체제 구축에 반대하는 북한 국가수비대장의 쿠데타가 일어나고, 납치된 3명의 지도자는 북한 핵잠수함에 인질로 잡힌다. 그러던 중, 좁은 오두막에서 뜻밖의 진짜 정상회담이 열린다. 동북아의 운명은 핵잠수함에 갇혔다! 미국과 북한의 세 지도자가 전쟁 위기를 막을 수 있을까?

## 캐스팅
- 정우성 : 한경재 역
- 곽도원 : 박진우 역
- 유연석 : 북위원장 역
- 앵거스 맥페이든 : 스무트 역
- 신정근 : 장기석 역
- 류수영 : 박철우 역
- 염정아 : 영부인 역
- 김용림 : 김경린 국무총리 역
- 김명곤 : 리흥장 중국대사 역
- 장광 : 장용철 인민무력상 역
- 이재용 : 문용우 청와대 안보실장 역
- 안내상 : 박영식 국방부장관 역
- 손종학 : 윤명학 외교부장관 역
- 하쿠류 : 모리 신죠 역
- 크리스틴 돌턴 : 미 부통령 역
- 콜비 프렌치 : 미 국방부장관 역
- 스캇 로웰 : 미 비서실장 역
- 서동갑 : 비서실장 역
- 김승태 : 통일부장관 역
- 정진각 : 림광철 총정치국장 역
- 유성주 : 7군단장 역
- 김중희 : 정치부함장 역
- 김중기 : 사카이 다카시 역
- 신수연 : 한영희 역
- 심희섭 : 백두호 감청병 역
- 손승범 : 백두호 사병 1 역
- 전운종 : 백두호 사병 2 역
- 김호준 : 백두호 사병 3 역
- 김중기 : 백두호 사병 4 역
- 최원 : 백두호 기관장 역
- 서지원 : 백두호 무장관 / 초계기 부조종사 역
- 조유신 : 백두호 작전관 역
- 김재일 : 백두호 무전수 역
- 이승찬 : 백두호 조타사 역
- 권혁성 : 백두호 전탐장 역
- 이태형 : 호위총국장교 1 역
- 최민철 : 호위총국장교 2 역
- 박성현 : 호위총국장교 3 역
- 최재훈 : 호위총국장교 4 역
- 박윤석 : 해경 함장 역
- 이수련 : 한 경호팀장 역
- 고윤 : 한 의전비서관 역
- 이남희 : 숭스카이 역
- 전영미 : 미 통역관 역
- 에이미 알레하 타미코 하야시 : 미 기자 제니퍼 역
- 공대유 : 초계기 조종사 역
- 현대철 : 일 방위대신 역
- 최희진 : 메이드 1 역
- 김다영 : 메이드 2 역
- 김진욱 : 다기 남자 역
- 나카가와 쇼타 : 일 평화기념공원 진행자 역
- 조민국 : 백두호 음탐사 역
- 조의진 : 백두호 음탐관 역
- 고현철 : 백두호 음탐장 역
- 김세윤 : 백두호 횡타사 역
- 김연 : 백두호 사병 역
- 이동호 : 백두호 사병 역
- 위민국 : 백두호 사병 역
- 하진철 : 백두호 사병 역
- 이재영 : 백두호 사병 역
- 박범기 : 백두호 사병 역
- 박범석 : 백두호 사병 역
- 권동원 : 백두호 사병 역
- 지웅배 : 백두호 사병 역
- 김평조 : 백두호 사병 역
- 류한선 : 백두호 사병 역
- 이민수 : 백두호 사병 역
- 김한 : 백두호 사병 역
- 이충배 : 백두호 사병 역
- 신훈희 : 중국 고위직 역
- 브라이언 M. 반 하이스 : 러시아 고위직 역
- 스티븐 브런튼 : 미 잠수함 함장 역
- 브레드 컬틴 : 미 국방부 대변인 역
- 마이클 데이비스 : 노벨평화상 워원장 역
- 한상균 : 기상청 관계자 역
- 이동규 : 한 뉴스 앵커 역
- 임평순 : 한 뉴스 앵커 역
- 김진숙 : 한 뉴스 앵커 역
- 김우진 : 한 뉴스 앵커 역
- 신시아 로 : 미 뉴스 앵커 역
- 안드레아스 프론크 : 미 CAT 팀장 역
- 조나단 에런 그로프 : 미 경호팀장 역
- 이육헌 : 최현직 중령 역
- 이지혁 : 해경 경위 역
- 조성재 : 해군 대위 역
- 송채린 : 이토오 히데꼬 역
- 권훈 : 일 방위대신 비서 역
- 김영조 : 일 유조선 안내남 역
- 오재세 : 일 유조선 수색남 역
- 남찬규 : 일 유조선 수색남 역
- 양욱 : 일 유조선 무장경호팀 / 미 CAT 요원 역
- 김상화 : 일 유조선 무장경호팀 / 미 CAT 요원 역
- 류근식 : 일 유조선 무장경호팀 역
- 김왕도 : 북 의전관 홍인아 북 통역관 역
- 강지훈 : 한 통역관 역
- 김선홍 : 북 외상 역
- 조우진 : 한국 잠수함 함장 (목소리) 역
- 유현주 : 북 라디오 앵커 / 북 통역관 (목소리) 역
- 김규민 : 위병대장 (목소리) 역
- 정세미 : 미 앵커 / NSC 통역관 / 광화문 사회자 (목소리) 역
- 고해성 : 중국 고위직 (목소리) 역
- 강태식 : 러시아 고위직 (목소리) 역
- 박소라 : 전화기 AI (목소리) 역

## 같이 보기
- 강철비
- 2020년 대한민국의 영화 목록